# Dogville
Dogville är en dansk dramafilm från 2003 i regi av Lars von Trier, med bland andra Nicole Kidman, Paul Bettany, Stellan Skarsgård, Harriet Andersson och Lauren Bacall i rollerna.

## Handling
På 1930-talet kommer Grace till en liten by vid namn Dogville, i Klippiga bergen, på flykt undan gangstrar. Invånarna gömmer henne men till ett pris. Hon får börja jobba gratis och byns invånare utnyttjar henne på alla möjliga vis.

## Om filmen
Detta är första filmen i Lars von Triers trilogi kallad USA – Möjligheternas land. Uppföljaren Manderlay hade premiär 2005. 
Filmen spelades in i Trollhättan i en stor hall. Byns hus fanns bara som ritning på golvet. Filmen hade svensk premiär den 12 september 2003.

## Roller
- Nicole Kidman – Grace Margaret Mulligan
- Harriet Andersson – Gloria
- Lauren Bacall – Ma Ginger
- Jean-Marc Barr – Mannen med den stora hatten
- Paul Bettany – Tom Edison
- Blair Brown — Fru Henson
- James Caan – En stor man
- Eric Voge – Polis
- Patricia Clarkson – Vera
- Jeremy Davies – Bill Henson
- Ben Gazzara – Jack McKay
- Philip Baker Hall – Tom Edison Sr.
- Thom Hoffman – Gangster
- Siobhan Fallon – Martha
- John Hurt – Berättaren
- Bill Raymond – Herr Henson
- Chloë Sevigny – Liz Henson
- Stellan Skarsgård – Chuck
- Evelina Brinkemo – Athena
- Anna Brobeck – Olympia
- Tilde Lindgren – Pandora
- Evelina Lundqvist – Diana
- Helga Olofsson – Dahlia
- Sonny Johnson – Gangster

## Musik
America the Beautiful med text av Katharine Lee Bates sjungs av byns invånare den fjärde juli.
Till filmens eftertexter spelas Young Americans av David Bowie.